# Orhan Pamuk
Orhan Pamuk (ur. 7 czerwca 1952 w Stambule) – turecki pisarz, laureat Nagrody Nobla z dziedziny literatury w 2006.

## Życiorys
Wychował się w bogatej rodzinie. W młodości kształcił się na malarza. Ukończył American Robert College w Stambule, a następnie studiował architekturę na tamtejszej politechnice, jednak po trzech latach porzucił ją, jak i ambicje zostania artystą lub architektem. Później studiował również dziennikarstwo na Uniwersytecie w Stambule, lecz nigdy nie pracował jako dziennikarz. Od 23. roku życia zajmuje się wyłącznie pisarstwem.
W jego kraju określa się go mianem komentatora społecznego, mimo iż sam uważa się za twórcę fikcji literackiej, bez skłonności politycznych. Należy do grona „oświeconych” intelektualistów tureckich, o nieortodoksyjnych poglądach religijnych, otwartych na integrację Turcji z Unią Europejską. Był pierwszym pisarzem świata muzułmańskiego, który publicznie potępił fatwę skazującą na śmierć Salmana Rushdiego. 
W swoich książkach opisuje często kontakt kultur Wschodu i Zachodu. Jego twórczość przetłumaczono na ponad 40 języków.
Zasiadał w jury konkursu głównego na 60. MFF w Cannes (2007).

## Krytyka i represje
Pamuk był kilkakrotnie obiektem ataków tureckich środowisk ekstremistycznych, związanych jednak nie z islamskim fundamentalizmem, ale ze świeckim nacjonalizmem i wojskiem. W 2005 w miejscowości Bilecik palono jego książki, a prefekt jednego z regionów prowincji Isparta nakazał wycofanie jego książek z bibliotek. W tym samym roku Pamukowi wytoczono proces po tym, jak wspomniał w jednej ze szwajcarskich gazet, że w Turcji zabito milion Ormian (rzeź Ormian) i 30 000 Kurdów. Zarzuty wycofano 22 stycznia 2006.

## Powieści
- Cevdet Bey Ve Oğulları („Cevdet Bej i synowie”, 1982)
- Sessiz Ev („Dom ciszy”, 1983)
- Beyaz Kale („Biały zamek”, 1985)
- Kara Kitap („Czarna księga”, 1990)
- Gizli Yüz („Ukryta twarz”, 1992)
- Yeni Hayat („Nowe życie”, 1994)
- Benim Adim Kırmızı („Nazywam się Czerwień”, 2000)
- Kar („Śnieg”, 2002)
- İstanbul: Hatıralar ve Şehir („Stambuł. Wspomnienia i miasto”, 2003)
- Masumiyet Müzesi („Muzeum niewinności”, 2008)
- Kafamda Bir Tuhaflık („Dziwna myśl w mej głowie”, 2014)
- Kırmızı Saçlı Kadın („Rudowłosa”, 2016)
- Veba Geceleri ("Noce zarazy", 2021)

## Eseje
- Öteki Renkler: Seçme Yazılar Ve Bir Hikâye („Inne kolory”, 1999)

## Przekłady na język polski
- Śnieg (Kar), przeł. Anna Polat, Wydawnictwo Literackie, 2006.
- Nazywam się Czerwień (Benim Adım Kırmızı), przeł. Danuta Chmielowska, Wydawnictwo Literackie, 2007.
- Nowe życie (Yeni Hayat), przeł. Anna Mizrahi, Wydawnictwo Literackie, 2008.
- Stambuł. Wspomnienia i miasto (İstanbul: Hatıralar ve Şehir), przeł. Anna Mizrahi Wydawnictwo Literackie, 2008.
- Dom ciszy (Sessiz Ev), przeł. Anna Akbike Sulimowicz, Wydawnictwo Literackie, 2009.
- Biały zamek (Beyaz Kale), przeł. Anna Akbike Sulimowicz, Wydawnictwo Literackie, 2009.
- Muzeum niewinności (Masumiyet Müzesi), przeł. Anna Akbike Sulimowicz, Wydawnictwo Literackie, 2009.
- Cevdet Bej i synowie (Cevdet Bey ve Oğulları), przeł. Anna Mizrahi, Wydawnictwo Literackie, 2010.
- Czarna księga (Kara Kitap), przeł. Anna Akbike Sulimowicz, Wydawnictwo Literackie, 2011.
- Inne kolory (Öteki Renkler), przeł. Anna Akbike Sulimowicz, Wydawnictwo Literackie, 2012.
- Pisarz naiwny i sentymentalny (The Naive and the Sentimental Novelist), przeł. Tomasz Kunz, Wydawnictwo Literackie, 2012.
- Dziwna myśl w mej głowie (Kafamda Bir Tuhaflık), przeł. Piotr Kawulok, Wydawnictwo Literackie, 2015.
- Rudowłosa (Kırmızı Saçlı Kadın), przeł. Piotr Kawulok, Wydawnictwo Literackie, 2017
- Noce zarazy (Veba Geceleri), przeł. Piotr Kawulok, Wydawnictwo Literackie, 2023

## Nagrody i wyróżnienia
- Milliyet Roman Yarışması Ödülü (1979)
- Orhan Kemal Roman Ödülü (1983)
- Madaralı roman Ödülü (1984)
- The Independent Award for Foreign Fiction (1990)
- Prix de la Découverte Européenne (1991)
- Prix France Culture (1995)
- Prix du Meilleur Livre Étranger (2002)
- Premio Grinzane Cavour (2002)
- The IMPAC Dublin Award (2003)
- Ricarda-Huch-Preis (2005)
- Pokojowa Nagroda Księgarzy Niemieckich (2005)
- Prix Médicis étranger (2005)[2]
- Prix Méditerranée Étranger (2006)
- Literacka Nagroda Nobla (2006)
- Tytuł doktora honoris causa Uniwersytetu Bukareszteńskiego (2008)[3]
- Nagroda Sonning (2012)[4]
- Krzyż Oficerski francuskiej Legii Honorowej (2012)[5]
- Tytuł doktora honoris causa Uniwersytetu im. Adama Mickiewicza w Poznaniu (2023)[6]